# وس فارل
وس فارل (انگلیسی: Wes Farrell؛ ۲۱ دسامبر ۱۹۳۹ – ۲۹ فوریهٔ ۱۹۹۶) یک موسیقی‌دان، تهیه‌کننده موسیقی، و ترانه‌سرا اهل ایالات متحده آمریکا بود.
از فیلم‌ها یا مجموعه‌های تلویزیونی که وی در آن‌ها نقش داشته است، می‌توان به خانواده پارتریج اشاره نمود.